# Monilethrix
 (novembre 2009).
 Mise en garde médicale
Le monilethrix ou syndrome de Sabouraud est une maladie héréditaire rare touchant le bulbe et la tige des cheveux. Il s'agit d'une maladie qui survient durant la petite enfance.

## Symptômes
- Absence de cheveux (alopécie)
- Coloration rose sur le cuir chevelu
- Malformation dentaire
- Cataracte
- Retard mental ( rarement )
- Petit boutons sur les membres.

## Traitement
Aucun traitement n'est vraiment efficace. Les symptômes disparaissent partiellement durant la puberté. La cystine, le zinc et l'acitrétine ont été utilisés, sans succès.